# 류자쿤
류자쿤(刘家琨, Liu Jiakun, 1956년 ~ )은 미니멀리즘, 휴머니즘, 지역적 맥락에 맞는 디자인에 중점을 둔 것으로 알려진 중국 건축가이다. 2025년 그는 프리츠커상을 수상하여 왕수에 이어 이 상을 받은 두 번째 중국 국적 건축가가 되었고, I.M. 페이에 이어 이 상을 받은 세 번째 중국 태생 건축가가 되었다.

## 초기 생활과 교육
류자쿤은 중국 쓰촨성 청두에서 태어났다. 그의 어머니는 청두 제2인민병원의 내과의사였다. 문화대혁명 당시 17세였던 그는 국가의 지칭(知青,농촌 청년) 정책 농촌으로 보내져 노동자로 일하게 되었다. 처음에는 예술가가 되기를 꿈꿨지만, 건축이 드로잉과 디자인에 밀접하게 연관되어 있다는 점에 끌려 건축을 전공했다. 그는 1982년에 충칭건축공학대학(현재 충칭 대학의 일부)를 건축공학 학사 학위로 졸업했다.

## 생애
졸업 후 류자쿤은 국영 청두 건축 설계 연구소에서 근무했다. 그는 이후 티베트와 동튀르키스탄에서 예술과 문학을 탐구하였다. 1993년, 그는 동문인 탕화(중국어: 汤桦, Tang Hua)의 전시회에서 영감을 받아 건축계로 돌아왔다. 그는 예술가 뤄중리(Luo Zhongli, 罗中立 또는 羅中立)와 허두어링(He Duoling), 자이용밍(Zhai Yongming)과 함께 건축의 영향과 중요성에 대한 공적 담론을 시작하였다.
1999년에 그는 청두에 Jiakun Architects(자쿤 건축사무소)를 설립했다. 그 이후 그의 회사는 학술, 문화, 시민, 상업 및 도시 계획 작업을 포함하여 중국 전역에서 30개가 넘는 프로젝트를 완료했다.

### 건축철학과 작품선정
류자쿤의 작업은 과도한 장식을 피하는 동시에 지역적 맥락, 전통적인 장인 정신, 지속 가능한 디자인의 통합을 강조한다. 그의 프로젝트는 종종 현지 재료와 불완전함의 미학을 활용한다. 2008년 쓰촨성 지진 이후 그는 지진 잔해를 재활용해 새로운 건축 자재를 만들었다. 잔해물은 지역의 짚과 시멘트와 결합되어 벽돌을 생산하는 데 사용되었으며, 이는 공동체의 회복력을 보여주는 사례였다. 이 벽돌들은 노바티스 빌딩, 수정방 박물관, 웨스트빌리지 (청두) 등의 건물에 사용되었다. 류자쿤는 또한 후후이산 기념비(Hu Huishan Memorial)를 설계했는데, 이는 지진 당시 학교가 붕괴되면서 사망한 15세 소녀 후후이산을 기념하는 기념비이다. 기념관은 텐트 모양으로 지어졌으며 스카프와 배낭을 포함한 후후이산의 소지품 일부가 보관되어 있다.
2002년, 그는 전통적인 중국 정원을 모델로 한 청두의 루예위안 석조 조각 미술관을 설계하였으며, 이 미술관은 사리의 개인 컬렉션을 수용하기 위해 지어졌다. 2013년에는 600년 된 증류소 부지에 건설된 수이징팡 박물관에서 작업을 하였으며, 이 박물관은 중국 백주의 역사에 초점을 맞추었다. 또한, 그는 젠촨 박물관 클러스터(Jianchuan Museum Cluster, 구글지도)에 위치한 시계 박물관을 설계하였으며, 이 박물관은 중국 문화 대혁명의 종말을 묘사한 여러 시계들을 전시하였다.

그의 상업 프로젝트로는 2014년에 그가 설계한 제약 회사 노바티스의 상하이 캠퍼스가 있다. 캠퍼스는 여러 단의 발코니와 같은 전통적인 중국 미학과 현대적인 외관을 결합했다. 청두에 있는 그의 2015년 작품 웨스트빌리지 (청두)는 사무실, 레크리에이션, 운동 및 문화 공간을 포함하는 복합 용도의 공공 프로젝트로, 겸손하고 시각적으로 절제된 디자인으로 이웃의 고층 건물들과 대비를 이루었다. 이 마을 블록은 보행자 도로, 녹지 공간, 자전거 도로를 포함하고 있다. 청두에 있는 류자쿤의 다른 작품으로는 청두 판다 연구 기지에 위치한 산부인과 분만실이 있다.

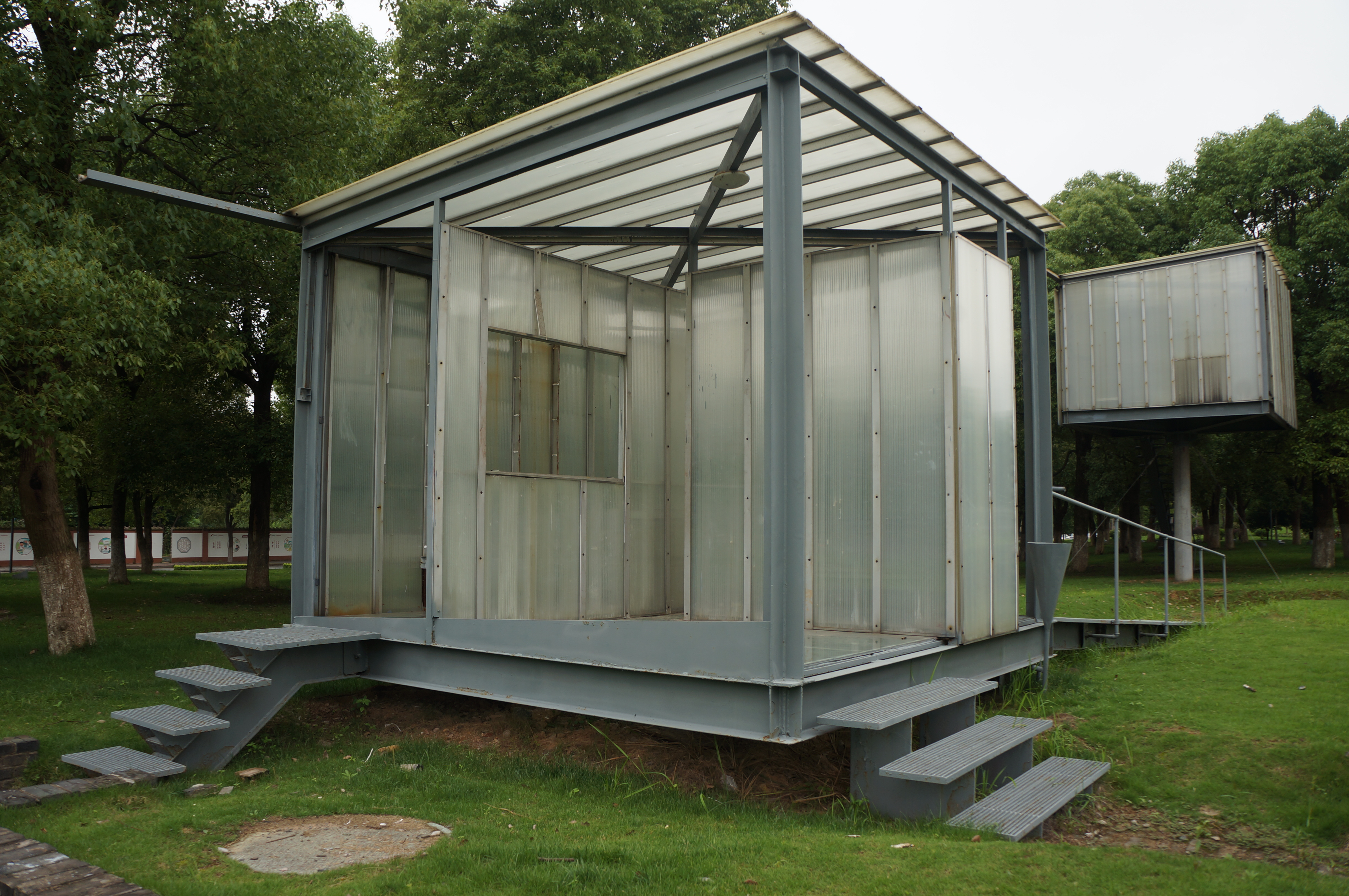
진화 건축공원의 찻집(2002)
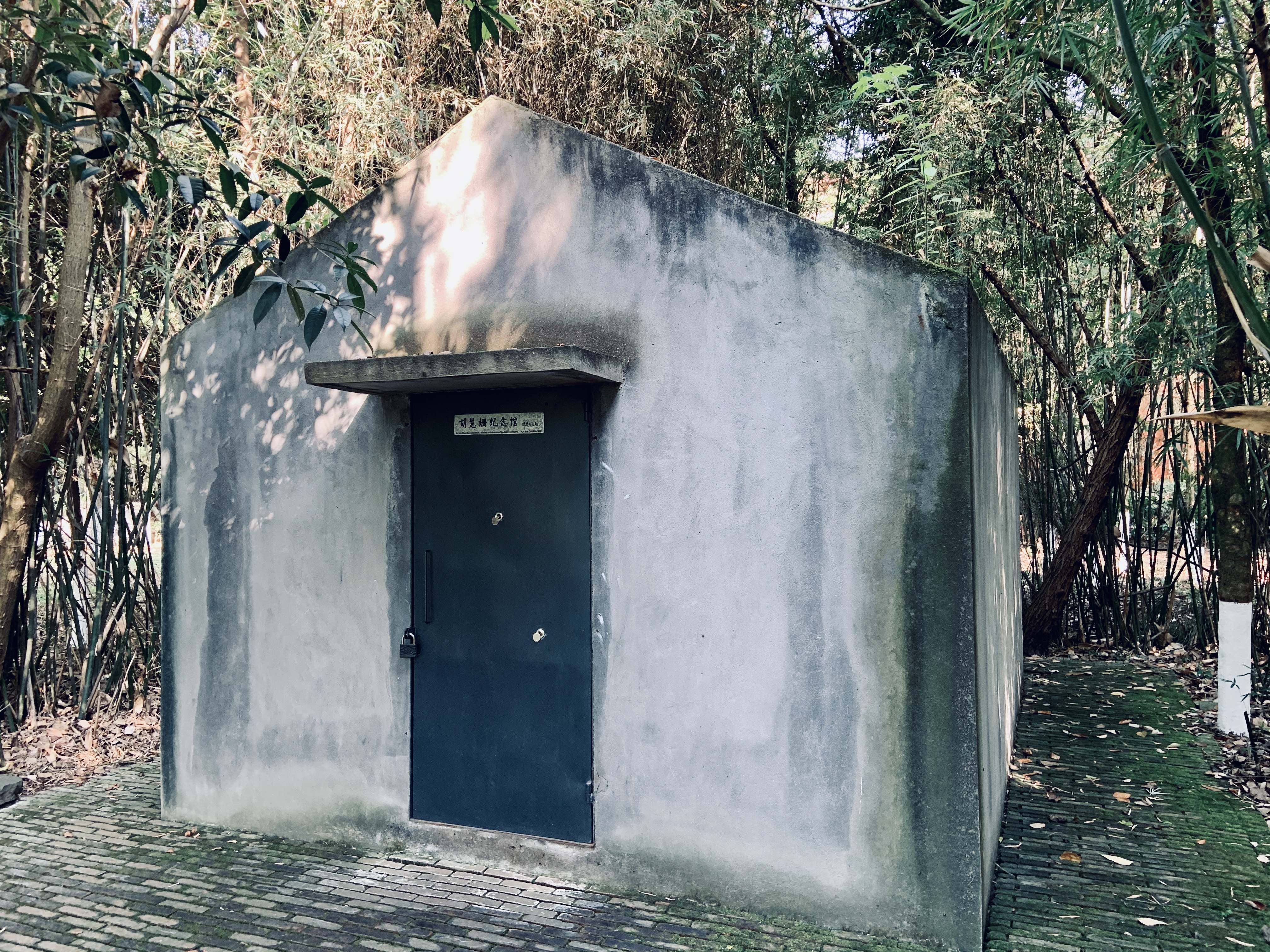
후후이산 기념비(중국어판) (2008)
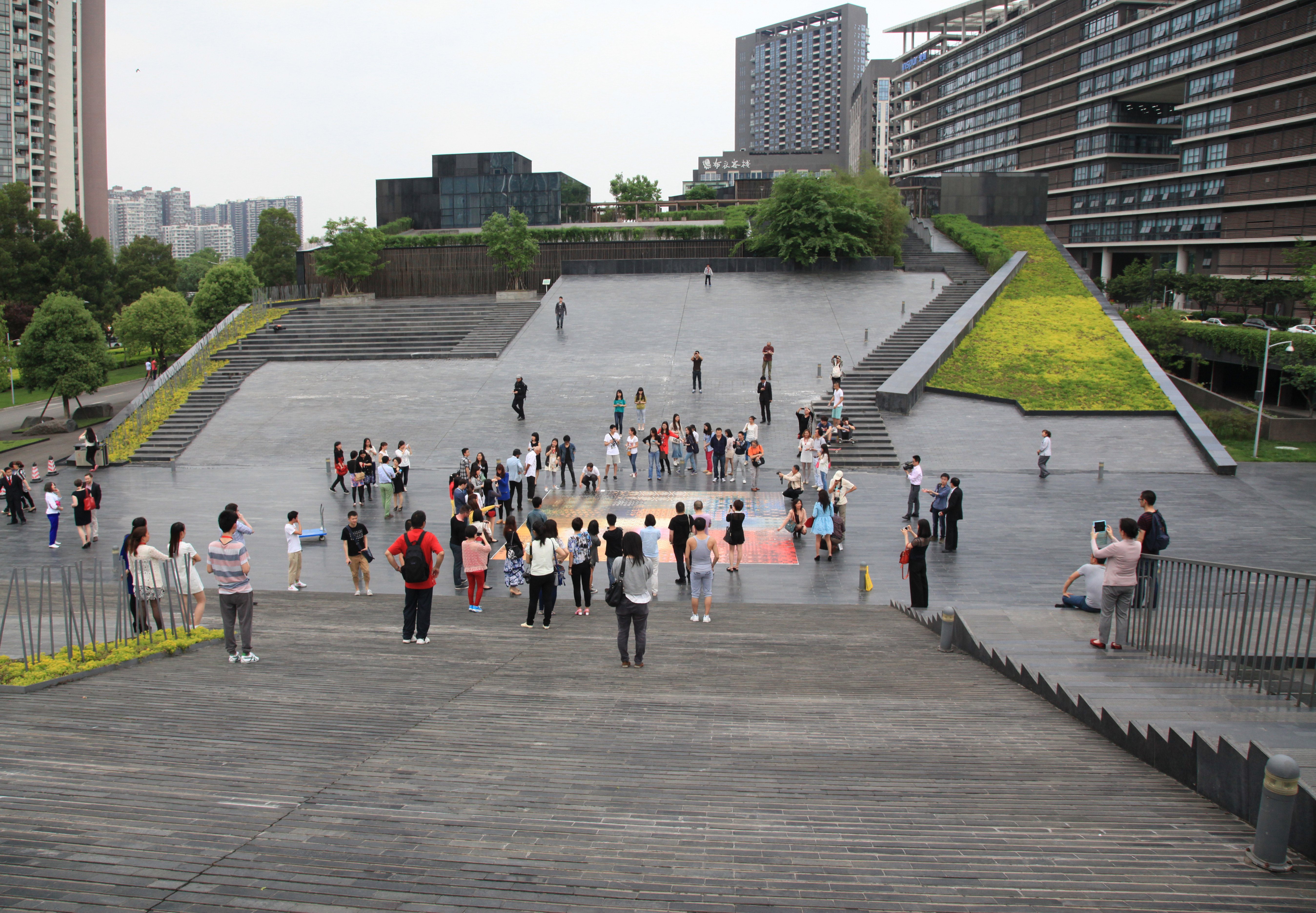
청두 현대미술관 (2011)
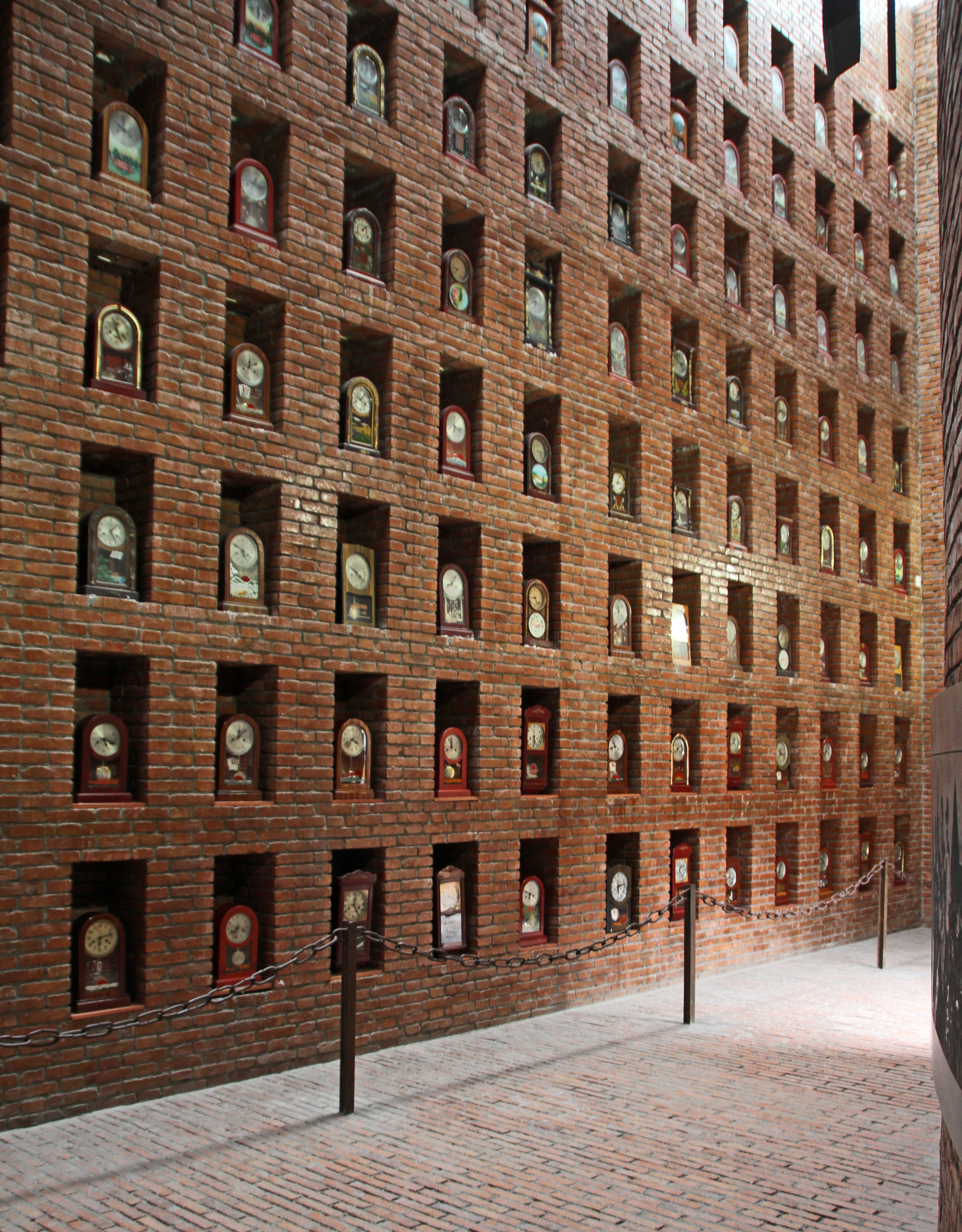
젠촨 박물관(시계전시)
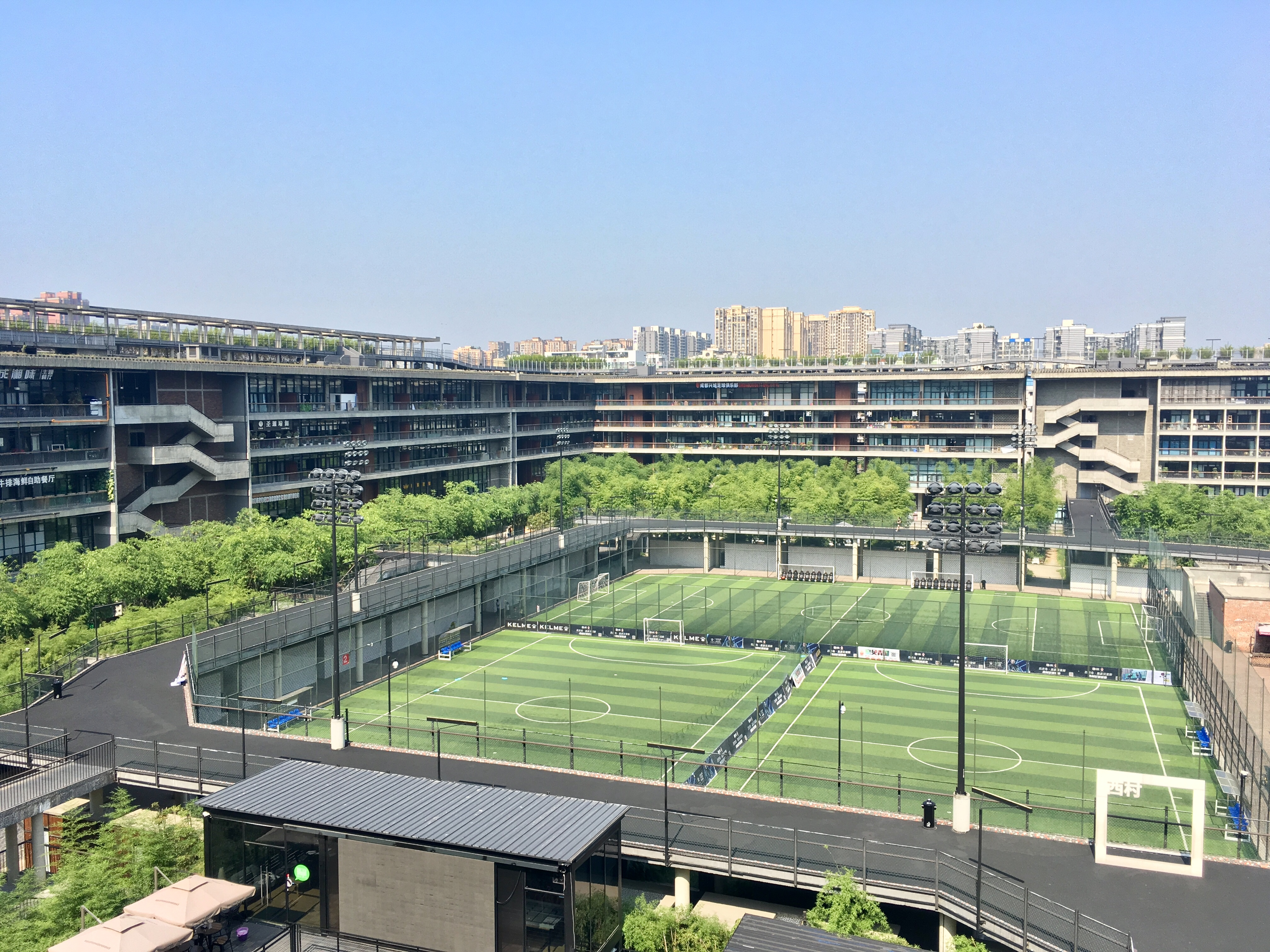
웨스트빌리지 (청두)(중국어판)(2015)

### 전시회 및 국제적 인정
류자쿤의 디자인은 베니스 비엔날레 건축전과 베를린 AEDES 갤러리에서 개인전을 여는 등 국제적으로 전시된 적이 있다. 2018년에는 국제적인 주목을 받은 베이징의 서펜타인 파빌리온 설계를 의뢰받았다.

### 수상
2025년에 류자쿤는 프리츠커상을 수상했다. 그는 2012년 왕수와 1983년 I. M. 페이에 이어 이 상을 수상한 세 번째 중국 출신 건축가가 되었다. 프리츠커 심사위원단은 류자쿤의 "문화, 역사, 자연에 대한 경의, 시간을 기록하고 중국 고전 건축의 현대적 해석을 통해 친숙함으로 사용자를 위로하는 것"을 칭찬했다. 수상 인용문에는 "깊은 일관성과 끊임없는 품질을 갖춘 뛰어난 작품을 통해 류자쿤은 어떠한 미학적 또는 양식적 제약도 없는 새로운 세계를 상상하고 구축합니다."라고 적혀 있다. 류자쿤이 수상한 다른 상은 다음과 같습니다.
- 2003년 제7회 아시아건설협회 명예상[17]
- 2003년 중국건축예술상[17]
- 2006년 Architectural Record China Award (최우수 공공건축상)[18]
- 2007년 극동건축상[19]
- 2009년 중국건축학회 건축창작상[20]
- 2010 Architectural Record China Awards (최우수 역사 보존 건물, 최우수 공공 건물)[18]
- 2017년 극동건축상[19]
- 2025년 제4회 중국건설창의인상[21]